# Hystrix japonica
Hystrix japonica är en gräsart som först beskrevs av Eduard Hackel, och fick sitt nu gällande namn av Jisaburo Ohwi. Hystrix japonica ingår i släktet Hystrix och familjen gräs. Inga underarter finns listade i Catalogue of Life.